# Vladana Vučinić
Vladana Vučinić (czarnog. Владана Вучинић; ur. 18 lipca 1986 w Titogradzie) – czarnogórska piosenkarka pochodzenia macedońskiego. Reprezentantka Czarnogóry w 66. Konkursie Piosenki Eurowizji (2022).
Posiada wykształcenie muzyczne na poziomie podstawowym i średnim, koncentrując się na teorii muzyki i śpiewie operowym. Ukończyła dziennikarstwo na Państwowym Wydziale Nauk Politycznych Czarnogóry.

## Życiorys

### Wczesne lata
Wykazywała zainteresowanie muzyką w młodym wieku. Jej dziadek, Boris Nizamovski, był przewodniczącym Stowarzyszenia Artystów Scenicznych Macedonii Północnej i kierownikiem macedońskiego zespołu „Magnifico”.

### Kariera muzyczna
W 2003 zadebiutowała w telewizji w narodowym programie karaoke, w tym samym roku wydała debiutancki singiel, który został wykonany na Budva Mediterranean Festival w Budvie. 3 marca 2005 wzięła udział w programie Montevizija 2005 z piosenką „Samo moj nikad njen”, z którą zajęła 18. miejsce i tym samym nie awansowała do programu Evropesma 2005 wyłaniającego reprezentanta Serbii i Czarnogóry w Konkursie Piosenki Eurowizji. W następnym roku w duecie z Bojaną Nenezić wzięła udział w Montevizija 2006, z utworem „Željna” zajęły 11. miejsce, zdobywając awans do finału Evropesma 2006, w którym zajęły 15. miejsce.
Uruchomiła internetowy magazyn o modzie o nazwie „Čiviluk” oparty na artykułach wstępnych z projektantami mody z Czarnogóry. Jako założycielka i redaktor naczelna współpracowała z magazynem poprzez felietony i wywiady o modzie z różnymi postaciami ze świata muzyki, kultury i polityki.
4 stycznia 2022 czarnogórski nadawca publiczny Radio Televizija Crne Gore (RTCG) ogłosił, że Vučinić będzie reprezentować kraj z melancholijną balladą „Breathe” w 66. Konkursie Piosenki Eurowizji organizowanym w Turynie. Wystąpiła w drugim półfinale jako piętnasta w kolejności, nie uzyskując awansu do finału. Ostatecznie zdobyła 33 punkty, co pozwoliło zająć artystce 17. miejsce.

## Dyskografia

### Albumy studyjne
| Rok  | Informacje                                                              |
| ---- | ----------------------------------------------------------------------- |
| 2010 | Sinner City - Data wydania: 15 grudnia 2010 - Wytwórnia: wydanie własne |

### Single
| Rok  | Tytuł                                | Album       |
| ---- | ------------------------------------ | ----------- |
| 2003 | „Ostaćeš mi vječna ljubav”           | –           |
| 2004 | „Noć”                                | –           |
| 2005 | „Samo moj nikad njen”                | –           |
| 2006 | „Nježna” (gościnnie: Bojana Nenezić) | –           |
| 2006 | „Kao miris kokosa”                   | –           |
| 2006 | „Kapije od zlata”                    | –           |
| 2007 | „Poljubac Kao Doručak”               | –           |
| 2009 | „Bad Girls Need Love Too”            | Sinner City |
| 2010 | „Sinner City”                        | Sinner City |
| 2022 | „Breathe”                            | –           |
| 2022 | „Prevarena”                          | –           |